# Рансмайр, Кристоф
Кри́стоф Ра́нсмайр (нем. Christoph Ransmayr, род. 20 марта 1954, Вельс) — австрийский писатель и журналист.

## Биография
Родился в г. Вельс (Австрия) в семье школьного учителя. Детство провёл в приальпийской деревне Ройтхам вблизи озера Траунзе.
C 1972 по 1978 год учился в Венском университете, где изучал философию и этнологию. По окончании университета работал журналистом. Был редактором венского ежемесячного журнала «Экстраблатт».
С 1982 года — свободный писатель. С 1990 года жил в Ирландии.
В 2006 году, женившись, вернулся в Австрию.

## Награды
- 1988 Антона Вильдганса
- 1992 Большая литературная премия Баварской академии изящных искусств
- 1995 Премия Франца Кафки (Австрия)
- 1995 Франца Набла
- 1996 Aristeion Prize
- 1997 Solothurner Literaturpreis
- 1997 Kulturpreis des Landes Oberösterreich
- 1998 Фридриха Гёльдерина (нем. Friedrich-Hölderlin-Preis)
- 2001 Nestroy-Theaterpreis
- 2004 Бертольта Брехта (нем. Bertolt-Brecht-Literaturpreis)
- 2004 Большая австрийская государственная премия за литературу (нем. Großer Österreichischer Staatspreis für Literatur)
- 2007 Генриха Бёлля